# ماريو بريتو
ماريو بريتو هو لاعب كرة قاعدة دومينيكاني، ولد في 9 أبريل 1966.

## روابط خارجية
- ماريو بريتو على موقع الدوري الياباني لكرة القاعدة (الإنجليزية)
- ماريو بريتو على موقعبيزبول رفرنس.كوم (الدوري الثانوي) (الإنجليزية)